# Antoni Puig Duran
Antoni Puig Duran, conegut com s'Abat Baralleta (Llucmajor, Mallorca, 1728 - Granada, 1773), fou un eclesiàstic mallorquí.
Antoni Puig rebé la seva formació bàsica a Llucmajor on aprengué llatí. Posteriorment assolí el grau de batxiller en filosofia el 1752 i el de doctor en teologia el 1753 a la Universitat Lul·liana de Mallorca. En aquests anys d'estudi fou organista de la parròquia de Llucmajor (1747-54). El 1754 s'ordenà prevere i el 1755 el rei Ferran VI li conferí una de les capellanies de Santa Anna de l'Almudaina de Palma, i el 1771 una canongia a la col·legiata del Salvador de Granada. El 1772 fou designat abat de la col·legiata d'Olivares de Granada.
El 1963 fou proclamat fill predilecte de la ciutat de Llucmajor.